# Хабашешти (Јаши)
Хабашешти (рум. Hăbășești) насеље је у Румунији у округу Јаши у општини Струнга. Oпштина се налази на надморској висини од 293 m.

## Становништво
Према подацима из 2002. године у насељу је живело 417 становника, од којих су сви румунске националности.